# Egan Chambers
Pour les articles homonymes, voir Chambers.
Egan Chambers (22 mars 1921 - 5 mai 1994) fut un courtier d'assurances, gérant des ventes et homme politique fédéral du Québec.

## Biographie
Né à Montréal, Egan Chambers participa à la Seconde Guerre mondiale dans le régiment des Black Watch du Canada. Il fut élu à la Chambre des communes du Canada à titre de député progressiste-conservateur de la circonscription de Saint-Laurent—Saint-Georges lors des élections de 1958. Défait en 1962, il le fut également en 1963 et dans Notre-Dame-de-Grâce. Auparavant, il s'était également présenté dans Saint-Antoine—Westmount en 1953 et en 1954 et également dans Saint-Laurent—Saint-Georges en 1957, mais toujours sans succès.
Durant sa carrière politique, il fut secrétaire parlementaire des ministres de la Défense nationale Georges Pearkes et Douglas Harkness (en) de 1959 à 1962.
Il était marié à la journaliste Gretta Chambers.